# 7. (Württembergische) Landwehr-Division
Die 7. (Württembergische) Landwehr-Division war von 1915 bis 1919 ein Großverband der Württembergischen Armee im Ersten Weltkrieg.

## Geschichte

### Garnisonen
Als Kriegsformation aufgestellt, hatte die Division keine Friedensgarnison.

### Gefechtskalender
Die Division wurde am 27. Januar 1915 an der Westfront zusammengestellt, im Mai 1917 aus Lothringen abgezogen und an die Ostfront verlegt. Hier kämpfte sie über den dortigen Waffenstillstand hinaus und beteiligte sich an der Besetzung der Ukraine. Nach Kriegsende kehrte die Division bis Mitte März 1919 in die Heimat zurück.

#### 1915
- ab 29. Januar --- Stellungskampf im Oberelsaß
  - 2. April --- Gefechte bei Sennheim
  - 11. Juli --- Gefecht bei Ammerzweiler
  - 15. August --- Gefecht bei Ammerzweiler

#### 1916
- bis 29. Februar --- Stellungskampf im Oberelsaß
  - 22. bis 23. Februar --- Gefecht bei Heidweiler
- ab 1. März --- Stellungskampf im Oberelsaß

#### 1917
- bis 15. Februar --- Stellungskampf im Oberelsaß
- 21. Februar bis 14. Mai --- Stellungskampf in Lothringen
- 21. Mai bis 1. Dezember --- Kämpfe am oberen Styr-Stochod
- 2. bis 17. Dezember --- Waffenruhe
- ab 17. Dezember --- Waffenstillstand

#### 1918
- bis 18. Februar --- Waffenstillstand
- 18. Februar bis 21. Juni --- Kämpfe zur Unterstützung der Ukraine
  - 17. bis 18. März --- Gefecht bei Adabasch-Nowo-Ukrainka
  - 2. bis 3. April --- Einnahme von Jekaterinoslaw
  - 7. bis 13. April ---Gefecht bei Sinjelniekowo
  - 28. April bis 1. Mai --- Gefechte bei Rashenoje, Prokowskoje, Einnahme von Taganrog
  - 7. bis 8. Mai --- Gefechte um Rostow, Einnahme von Rostow
- 22. Juni bis 15. November --- Besetzung der Ukraine
- ab 16. November --- Räumung der Ukraine

#### 1919
- bis 16. März ---Räumung der Ukraine

## Organisation

### Gliederung

#### Kriegsgliederung vom 25. März 1915
- 51. (Württ.) Landwehr-Infanterie-Brigade
  - Württ. Landwehr-Infanterie-Regiment Nr. 119
  - Württ.Landwehr-Infanterie-Regiment Nr. 123
  - Radfahr-Kompanie Nr. 1
- 52. (Württ.) Landwehr-Infanterie-Brigade
  - Württ. Landwehr-Infanterie-Regiment Nr. 121
  - Württ. Landwehr-Infanterie-Regiment Nr. 126
  - Württembergische Gebirgskompanie
  - 1. Landwehr-Eskadron/XIII. Armee-Korps
  - 2. Landwehr-Eskadron/XIII. Armee-Korps
  - Württ. Landwehr-Feldartillerie-Regiment Nr. 1
  - 2. Landwehr-Pionier-Kompanie/XIII. Armee-Korps
  - 3. Landwehr-Pionier-Kompanie/XIII. Armee-Korps

#### Kriegsgliederung vom 8. Mai 1918
- 52. (Württ.) Landwehr-Infanterie-Brigade
  - Württ. Landwehr-Infanterie-Regiment Nr. 121
  - Württ. Reserve-Infanterie-Regiment Nr. 122
  - Württ. Landwehr-Infanterie-Regiment Nr. 126
  - 1. Eskadron/Ulanen-Regiment „König Wilhelm I.“ (2. Württembergisches) Nr. 20
- Württ. Artillerie-Kommandeur Nr. 149
  - Württ. Landwehr-Feldartillerie-Regiment Nr. 1
- Württ. Pionier-Bataillon Nr. 407
- Württ.  Divisions-Nachrichten-Kommandeur Nr. 507

### Kommandeure
| Dienstgrad      | Name                     | Datum                              |
| --------------- | ------------------------ | ---------------------------------- |
| Generalleutnant | Adolf von Wencher        | 27. Januar 1915 bis 27. Juli 1917  |
| Generalleutnant | Karl Albert von Knoerzer | 28. Juli 1917 bis 15. Februar 1918 |
| Generalleutnant | Karl von Götz            | 16. Februar 1918 bis 17. März 1919 |

## Verweis